# Lago Ercheque
O lago Ercheque (em turco: Erçek Gölü; em curdo: Gola Erçekê) ou Archaque (em armênio: Արճակ լիճ; romaniz.: Arčak lič) é um lago salgado endorreico na província de Vã, no leste da Turquia, cerca de 30 quilômetros (19 milhas) a leste do lago de Vã. Fica a uma altitude de cerca de 1 803 metros (5 915 pés) e tem uma área de 106,2 quilômetros quadrados (41 milhas quadradas) e uma profundidade média de 18,45 metros (60,5 pés). As costas norte e oeste são íngremes e rochosas, enquanto as costas sul e leste inclinam-se suavemente com bancos de lama e planícies costeiras.

## Geologia e geografia
Pesquisas iniciais descreveram o Ercheque como tendo sido formado por atividade vulcânica; no entanto, pesquisas recentes indicam que é um lago tectônico. A bacia do lago foi formada por falhas de tendência norte-sul durante o Pleistoceno Superior. Parece que o lago não subiu muito acima de seu nível atual durante o Pleistoceno Superior e o Holoceno, com base no exame e datação por radiocarbono de amostras de núcleo de sedimentos do lago. As pesquisas sugerem que o lago não transbordou sua bacia durante este período. O principal fluxo de entrada do lago é do rio Memedique (também conhecido como Buiuquechailaque), que entra por um amplo leque a oeste do lago.

## História natural

### Aves
O Ercheque é um local importante para reprodução e migração de aves aquáticas. Entre 18 e 39 patos-de-rabo-alçado ameaçados de extinção foram registrados no lago em 2000, incluindo dois ou três pares reprodutores. Outras aves registradas como reprodutoras no lago incluem o borrelho-de-coleira-interrompida (75–85 pares) e o borrelho-grande-de-colar-ruivo (10–15 pares). O lago também é usado para passar pelo pato-ferrugíneo, pato-branco, mergulhão-de-pescoço-preto, alfaiate-comum e a gaivina-de-bico-preto. Em 2020, foi relatado que 177 tipos diferentes de pássaros foram vistos no lago, 71 deles vivem lá o ano todo.